# José Antonio Garrido Lima
José Antonio Garrido Lima (Barakaldo, 18 de novembre de 1975) va ser un ciclista basc que fou professional entre 1999 i 2008. En el seu palmarès destaca una victòria d'etapa a la Volta a Catalunya de 2002

## Palmarès
- 1996
  - Vencedor d'una etapa de la Volta a Salamanca
- 1998
  - 1r de la Volta a Segòvia
  - 1r a la Goierriko Itzulia
  - Vencedor d'una etapa de la Volta a Àvila
- 2000
  - Vencedor d'una etapa de la Volta a Portugal
- 2002
  - Vencedor d'una etapa de la Volta a Catalunya i vencedor de la classificació de la muntanya.
- 2003
  - Vencedor d'una etapa de la Clàssica d'Alcobendas

### Resultats a la Volta a Espanya
- 1999. 101è de la classificació general
- 2002. 36è de la classificació general
- 2004. 98è de la classificació general
- 2005. Abandona (10a etapa)
- 2006. 59è de la classificació general

### Resultats al Giro d'Itàlia
- 2005. 121è de la classificació general
- 2006. 134è de la classificació general